# Woman's
『woman's(うーまんず)』は、ロックバンドMy Hair is Badのメジャー1枚目、通算2枚目のフルアルバム。2016年10月19日に、EMI recordsから発売された。

## 解説
フルアルバムとしては、2014年に発売した『narimi』以来約2年ぶりとなる。バンドは同年5月に発売したシングル『時代をあつめて』をもってメジャーデビューを果たし、今作はメジャー初のアルバム作品。『narimi』以降に発表したシングルから3曲と、新曲10曲を収録。アルバムタイトルはボーカル・ギターの椎木知仁が、「次にアルバムを出すならば男か女のどちらかから名づけたい」と考えており、結果、女を選択したことから。
第9回(2017)CDショップ大賞入賞作品。
ジャケットワークはアートディレクターの信藤三雄が手がけている。
初回盤のみ、CDとDVDの2枚組仕様での発売となる。DVDには2015年12月渋谷CLUB QUATTROで行われたワンマンライブ「師走の虎」の映像が収録されている。

## 楽曲について
告白
「告白」は猛烈に前向きな曲だと思っており、ネガティヴこそポジティヴだと考え、椎木自身としてはしっくり来てると語る。怖がりだからこそ いつか死んじゃうんだし今やってみれば？と背中押されたい。思い切りのいい男の方がモテるだろう、と語っている。
接吻とフレンド

音楽家になりたくて
読みは「ミュージシャンになりたくて」
グッバイ・マイマリー

戦争を知らない大人たち
3rdシングル『時代をあつめて』収録曲。
恋人ができたんだ
2016年9月15日に、FM802「RADIO∞INFINITY」で初めてオンエアされた。
mendo_931
曲名は「めんどくさい」
ワーカーインザダークネス
曲名はラース・フォン・トリアー監督作品『ダンサー・イン・ザ・ダーク』と掛けている。歌詞は椎木の中学校の同級生と、椎木との共作である。
革命はいつも

沈黙と陳列 幼少は永遠へ
今の若い子とかには届きにくい曲だと思う と、椎木は語る。
真赤
2ndシングル『一目惚れ e.p.』収録曲。
卒業
椎木は「真赤」と「卒業」の子と別れる時に、しんどい思いを引きずらないよう完結させたく、バラードを書いた。「卒業」という言葉が書き上げた時に浮かび、曲名にしようとしたところ、レーベルの人たちに納得してもらえなかったが、こだわって「真赤」の女の子からの「卒業」という意味で書いたと語っている。「真赤」のアフターソングである。
3rdシングル『時代をあつめて』収録曲。
また来年になっても

## 収録内容
CD
| 全作詞・作曲: 椎木知仁。 |                              |          |            |      |
| #                        | タイトル                     | 作詞     | 作曲・編曲 | 時間 |
| 1.                       | 「告白」                     | 椎木知仁 | 椎木知仁   | 2:17 |
| 2.                       | 「接吻とフレンド」           | 椎木知仁 | 椎木知仁   | 3:22 |
| 3.                       | 「音楽家になりたくて」       | 椎木知仁 | 椎木知仁   | 3:36 |
| 4.                       | 「グッバイ・マイマリー」     | 椎木知仁 | 椎木知仁   | 3:41 |
| 5.                       | 「戦争を知らない大人たち」   | 椎木知仁 | 椎木知仁   | 4:25 |
| 6.                       | 「恋人ができたんだ」         | 椎木知仁 | 椎木知仁   | 5:03 |
| 7.                       | 「mendo_931」                | 椎木知仁 | 椎木知仁   | 1:00 |
| 8.                       | 「ワーカーインザダークネス」 | 椎木知仁 | 椎木知仁   | 2:51 |
| 9.                       | 「革命はいつも」             | 椎木知仁 | 椎木知仁   | 3:28 |
| 10.                      | 「沈黙と陳列 幼少は永遠へ」  | 椎木知仁 | 椎木知仁   | 3:50 |
| 11.                      | 「真赤」                     | 椎木知仁 | 椎木知仁   | 3:28 |
| 12.                      | 「卒業」                     | 椎木知仁 | 椎木知仁   | 5:23 |
| 13.                      | 「また来年になっても」       | 椎木知仁 | 椎木知仁   | 3:07 |
| 合計時間:                | 合計時間:                    | 45:31    |            |      |

| #   | タイトル             | 作詞 | 作曲・編曲 |
| --- | -------------------- | ---- | ---------- |
| 1.  | 「真赤」             |      |            |
| 2.  | 「18歳よ」           |      |            |
| 3.  | 「新曲」             |      |            |
| 4.  | 「白熱灯、焼ける朝」 |      |            |
| 5.  | 「月に群雲」         |      |            |
| 6.  | 「クリサンセマム」   |      |            |
| 7.  | 「フロムナウオン」   |      |            |
| 8.  | 「最近のこと」       |      |            |
| 9.  | 「悪い癖」           |      |            |
| 10. | 「ドラマみたいだ」   |      |            |
| 11. | 「優しさの行方」     |      |            |
| 12. | 「アフターアワー」   |      |            |